# تورستن شولتس
تورستن شولتس (بالألمانية: Thorsten Schulz) هو لاعب كرة قدم ألماني في مركز ظهير ‏، ولد في 5 ديسمبر 1984 في غروس-غيراو في ألمانيا. لعب مع إرتسغيبيرغه آوه وإنيرجي كوتبوس ودينامو درسدن ونادي آلن ونادي أونترهاخينغ ونادي بروسيا مونستر.

## وصلات خارجية
- تورستن شولتس على موقع قاعدة بيانات كرة القدم.إي يو (الإنجليزية)
- تورستن شولتس على موقع بيانات كرة القدم. دي إي (الألمانية)
- تورستن شولتس على موقع Soccerway.com (الإنجليزية)
- تورستن شولتس على موقع عالم كرة القدم.نت (الإنجليزية)